# Флексатон

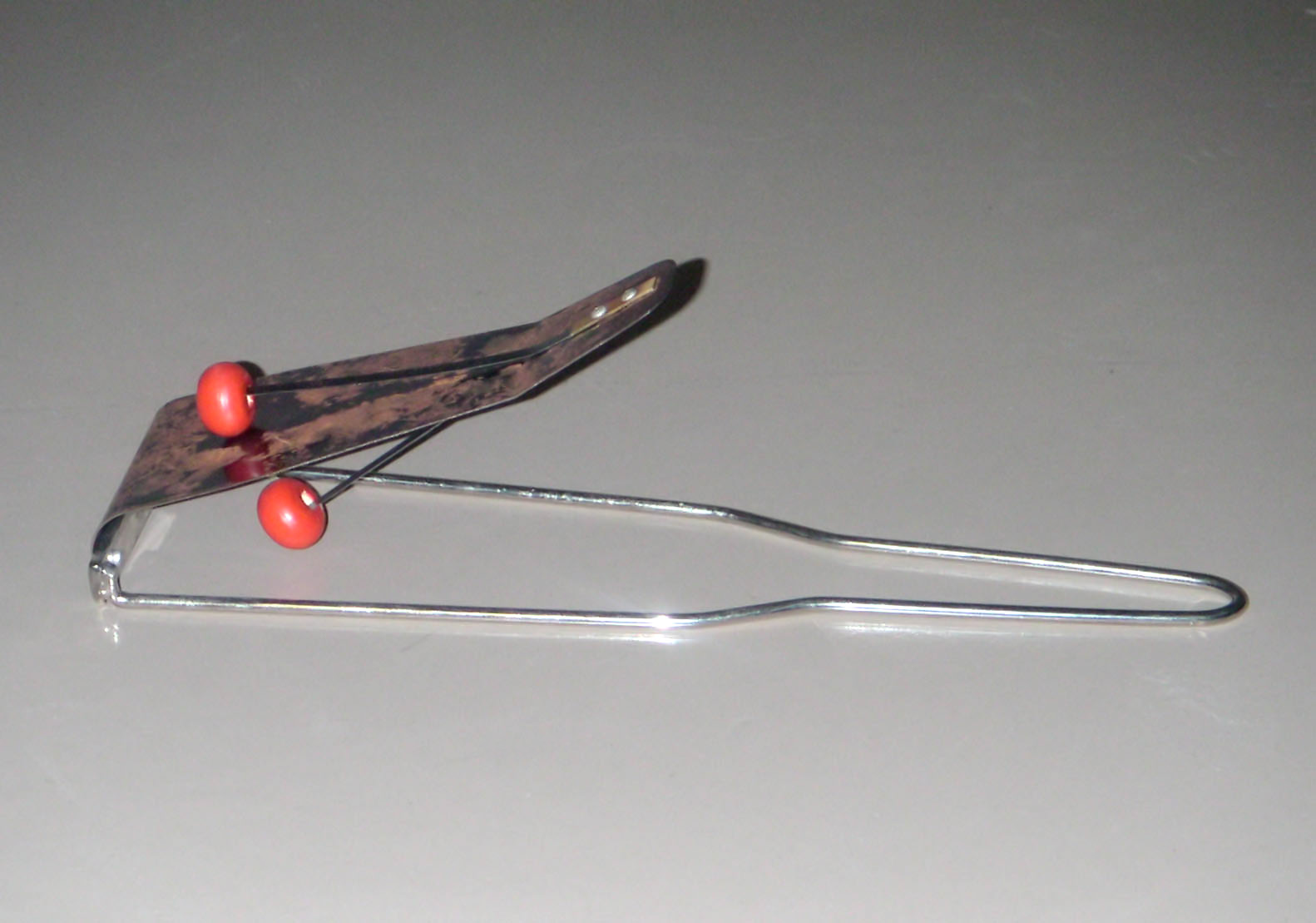
Флексатон

Флексато́н (Flex-A-Tone, від лат. fixus) — сучасний ударний музичний інструмент, що одержав поширення в 1920-ті роки, складається з невеликої сталевої пластинки, що тримається на дротовій рамці, і двох кульок, прикріплених до неї на вузьких сталевих стрічках. При струшуванні інструмента кульки вдаряють по пластинці, видобуваючи звук. Сталеве полотно звучить на певній висоті залежно від  натяжіння, і вправний музикант може відтворювати на цьому інструменті мелодії. Діапазон інструмента вкрай обмежений (ледве більше октави). 
Серед прийомів гри на флексатоні можна відзначити гру паличками для ксилофона, а також гру смичком.
Спочатку флексатон використався в джаз-оркестрах. Пізніше інструмент почали застосовувати при озвучуванні фільмів, а також в естрадній (у т.ч. джаз і рок) і академічній музиці. Найбільшу ж популярність флексатон завоював серед композиторів-авангардистів. Одним із в симфонічній музиці флексатон використав Арам Хачатурян в Концерті для фортепіано з оркестром.